# Utetes tomoplagiae
Utetes tomoplagiae är en stekelart som först beskrevs av Costa Lima 1937.  Utetes tomoplagiae ingår i släktet Utetes och familjen bracksteklar. Utöver nominatformen finns också underarten U. t. nigrithorax.